# ジェファーソン郡区 (アイオワ州アデア郡)
ジェファーソン郡区（英語：Jefferson Township）は、アメリカ合衆国アイオワ州アデア郡にある17の郡区の一つである。2000年の国勢調査では人口185人。

## 地理
ジェファーソン郡区の面積は92平方キロメートル（35.5平方マイル）で、基礎自治体はない。アメリカ地質調査所によると、この郡区には2つの墓地がある（JeffersonおよびLoucks Grove）。